# Ironi Nahariya
O Ironi Nahari (hebraico:עירוני נהריה) é um clube profissional de basquetebol situado na cidade de Nahariya, Israel que disputa atualmente a Ligat HaAl e a Liga dos Campeões.